# ダンケルク
ダンケルク（フランス語: Dunkerque [dœ̃kɛʁk], 英語: Dunkirk [dʌŋˈkɜːk, ˈdʌŋkɜːrk], オランダ語: Duinkerke(n) [ˈdœyŋkɛr(ə)kə(n)] ( 音声ファイル), ドイツ語: Dünkirchen, 西フラマン語: Duinekerke）は、フランス共和国オー＝ド＝フランス地域圏ノール県（首府、リール）の市。

## 概要
フランス本土最北端、ベルギー国境から10キロの地点に位置し、ル・アーヴルとマルセイユに次ぐフランス第3の港湾都市である。面積37,34平方キロ、市の人口は86,788人（2021年推定）であるが、ダンケルク都市圏の人口は162,146人（2021年推定）に達する。ダンケルクという名は、現地の方言（ダンケルク語＝西フラマン語）で「砂丘の教会」（Dun＋kerke{que}, Dunは英語のDune、kerqueは英語のchurchにあたる）を意味する。

## 歴史

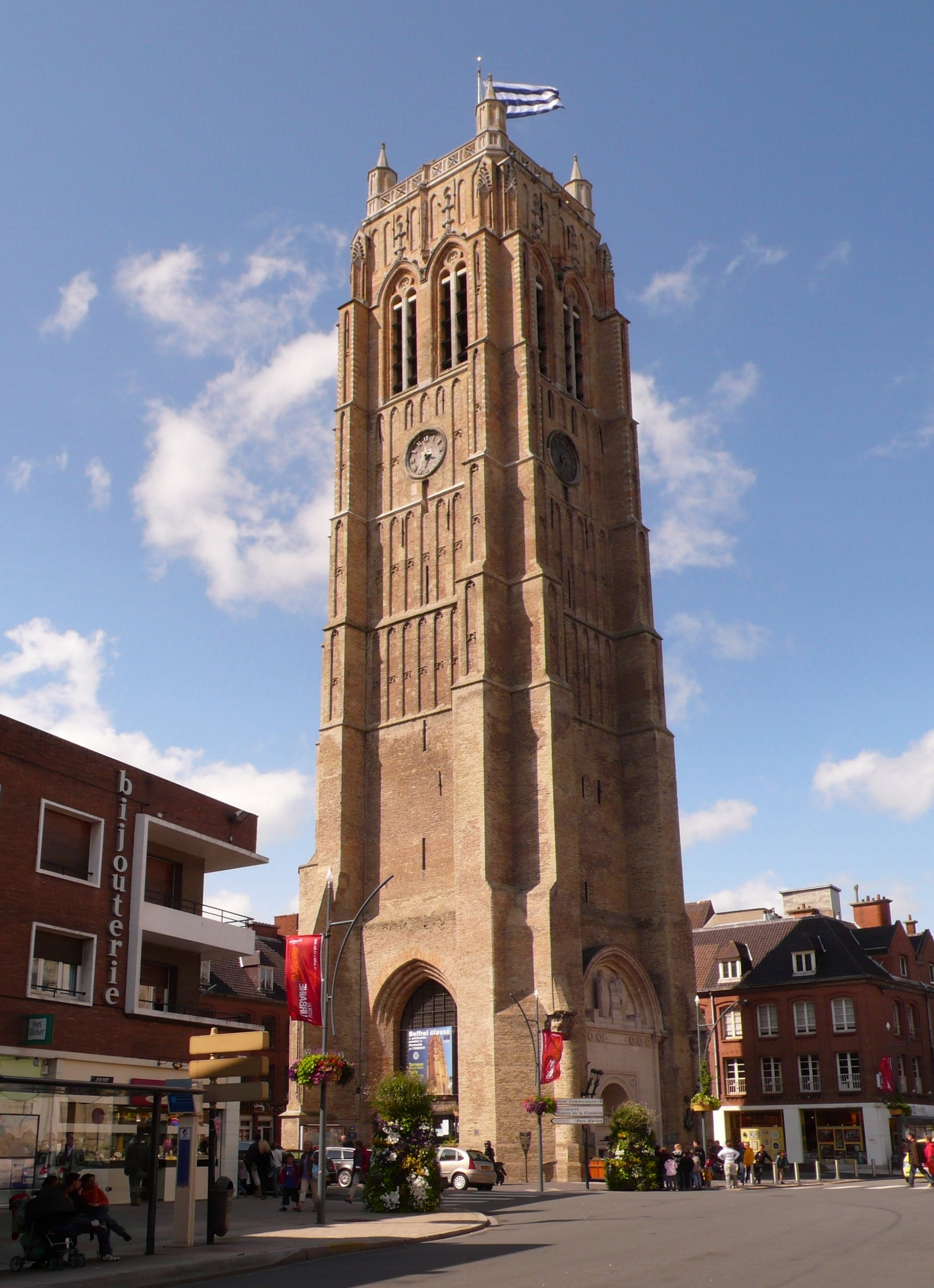
ダンケルクの鐘楼。ジャン＝バティスト・ジョゼフ・ドランブルが行った子午線弧長測量の北限。

ダンケルクは中世にはフランドル伯領であったが、1520年にスペイン王兼神聖ローマ皇帝カール5世がフランドル伯を継承したため、その後スペインの統治下に置かれた。フランス・スペイン戦争と英西戦争中の1658年にフランス・イングランド軍に奪われ（砂丘の戦い）、一時イングランド共和国領となった。1662年にステュアート朝のチャールズ2世がフランスに売却したためフランスに帰属している。
18世紀後半にかけて、フランス科学アカデミーによりダンケルク-バルセロナ間の子午線弧長の測量が実施され、測量成果が長さの単位であるメートルの定義のために使われた。
1848年に鉄道がアラスまで開通し、第一次世界大戦ではベルギーを占領したドイツ軍から砲撃を受けた。1918年1月1日にはアメリカ海軍が水上機基地を開いている。基地は休戦協定締結のすぐ後に閉鎖された。
第二次世界大戦初期、1940年にベルギー・フランス国境を突破したドイツ軍に押され、34万人の英仏軍がドイツ空軍の爆撃のなか英国に脱出したダンケルクの戦いで名高い。海上へ撤退する連合国軍にドイツ空軍が爆撃を加えて多くの艦艇が沈没、損傷した。また、この際、ドイツ空軍は撤退を妨害するため、ダンケルク港の潮位を調節する水門を爆撃。港は機能を失った。
大戦中、ダンケルクの町は空襲によって大部分破壊されている。1944年6月のノルマンディー上陸作戦以降、北フランスの各地は次々と解放されていったが、ダンケルクとカレーにはドイツ軍が立てこもり、また連合軍もドイツ本国への侵攻を最優先したため、解放されたのはドイツが降伏した1945年5月になってからであった。
2002年、ノルウェー船籍の自動車輸送船がバハマ船籍船と衝突して沈没し、このため英仏海峡の航行に困難が生じた。
翌日ドイツ船が沈没船の残骸に衝突して救助される事故があり、2003年にもトルコ船籍船が海中の残骸に衝突した。

## 経済
フランス北部の工業都市であり、鉄鋼、食品加工、製油、造船、化学工業などが盛んである。特に臨海部には、輸入鉄鉱石を利用した大規模な製鉄地帯が発達しており、鉄鋼や重化学工業に関してはフランスの一翼を担うほどである。

## 交通
英国のラムズゲートとドーバーを結ぶフェリーがある。

## イベント
サイクリングの重要なイベントであるダンケルクの4日間が開催される。

## スポーツ
- USLダンケルク - サッカークラブ

## 姉妹都市
- クレーフェルト、ドイツ
- リガ、ラトビア
- ミドルズブラ、イギリス
- ガザ、パレスチナ

## 関係者
出身者
- ジャン・バール - フランスの私掠船船長、海軍軍人

ゆかりある人物
- シャルル＝ルイ・アノン - 作曲家、ピアノ教師。ピアノ練習曲『60の練習曲によるヴィルトゥオーゾ・ピアニスト』が有名。ダンケルク近郊生まれで、ブローニュ＝シュル＝メールで没する。